# Copacabana (Antioquia)
Copacabana es un municipio de Colombia ubicado en el Valle de Aburrá, en el departamento de Antioquia. Según el censo de 2023, tiene una población de 85 706 habitantes.
Limita al sur con Guarne, al oriente con Girardota, al norte con San Pedro de los Milagros y al occidente con el municipio de Bello. Su cabecera municipal está a 18 kilómetros de Medellín.
Copacabana es conocida como la Fundadora de pueblos. Su nombre procede del quechua Qupa (claro, alegre, sereno) y qhawana (lugar donde se puede ver a los lejos).
En Copacabana existe "El Santuario de la Santa Cruz", una gran cruz en la cima de un cerro aledaño.
La sociedad de Industrias Metalúrgicas S.A. (IMUSA) se creó en el 1934 en Copacabana y funcionó aun estando en curso la Segunda Guerra Mundial haciendo sus productos en plásticos.

## Historia
La localidad fue fundada el 8 de septiembre de 1541.
El territorio del actual municipio de Copacabana fue, junto con Bello, un territorio habitado por los indios niquías.
Con la llegada de los españoles al Valle de Aburrá, los territorios fueron repartidos. El actual territorio de Copacabana se llamaba San Juan de la Tasajera y comprendía los territorios de los actuales municipios de Donmatías, San Pedro de los Milagros, Belmira, Entrerríos, Girardota, Barbosa y Santo Domingo. 
A finales del siglo XVI, el lugar cambió de nombre a Real de Minas Don Juan de Espinosa. Una vez que la burguesía adquirió el derecho sobre todo el territorio de La Tasajera, muchas fueron las personas que tuvieron que huir. Los nuevos desplazados decidieron formar un pueblo en frente de La Tasajera, lo que se conoció como Nuestra Señora de Copacabana de La Tasajera, actualmente Copacabana.
En 1717 el párroco de Copacabana constituyó las parroquias de los otros territorios que hacían parte de La Tasajera, lo que después permitió la creación de los actuales pueblos. Ese es el origen del apelativo de Fundadora de pueblos.
Copacabana es erigido municipio en el año de 1812.
En 2010, fue una de las subsedes de los IX Juegos Suramericanos.

## Geografía
El municipio de Copacabana cuenta con un área de 70 km², de los cuales 12.7 km² son de suelo urbano. Se encuentra localizado en las estribaciones de la Cordillera Central Colombiana (sistema montañoso andino), formando parte del Valle de Aburrá. Este municipio hace parte del proceso de conurbación del área metropolitana de Medellín. En el área urbana la temperatura media es de 21°C. Está situado a una altitud de 1454 m s. n. m.
El valle es atravesado de sur a norte por el río Medellín, el cual cambia de dirección en el municipio de Bello hacia el noreste. Los principales afluentes del río en el territorio de la localidad son las quebradas: Rodas, El Convento, Piedras Blancas, La Chuscala, Guasimalito o de Los Escobar, La Tolda, Los Aguacates,el ahogado y la quebrada El Limonal.
Las principales alturas son: Cerro del Ancón 1600 m s. n. m., cerro del Umbí 2050 m s. n. m., Cerro de la Palma 1600 m s. n. m., Alto de Las Cruces 2550 m s. n. m., Alto de La Virgen 2550 m s. n. m., Alto Morrón 2500 m s. n. m., Alto de La Sierra 2450 m s. n. m., Cerro de Las Lajas 2550 m s. n. m.frente a ella se encuentra el colegio la trinidad.

## División Político-Administrativa
Aparte de su Cabecera municipal. Copacabana tiene bajo su jurisdicción los siguientes Centros poblados:
- Cabuyal
- El Salado

#### Veredas
Además, está compuesto con las siguientes veredas:
Alvarado, El Ancón, El Convento, El Noral, Fontidueño, Granizal, La Veta, Montañita, Peñolcito, Quebrada Arriba, Sabaneta, Zarzal Curazao, Zarzal La Luz.

## Demografía
De acuerdo con las cifras presentadas por el DANE del censo de 2018, Copacabana cuenta actualmente con una población de 77 884 habitantes, siendo esta la sexta aglomeración urbana del área metropolitana del Valle de Aburrá, que en 2012 sumaba un total de 3 312 165 de personas. La densidad poblacional del municipio es de 1051,06 habitantes por kilómetro cuadrado. En 2012, el 48,1 % de la población eran hombres y el 51,9 % eran mujeres. La ciudad cuenta con una tasa de analfabetismo del 7,6% en la población mayor de 5 años de edad.
Según las cifras presentadas por el DANE del censo 2005, la composición etnográfica del municipio es: 
- Mestizos & Blancos (99,7%)
- Afrocolombianos (0,3%)

## Estructura político-administrativa
El Alcalde de Copacabana es el jefe de gobierno y de la administración municipal, representando legal, judicial y extrajudicialmente al municipio. Es un cargo elegido por voto popular para un periodo de cuatro años, que en la actualidad es ejercido por Jhonatan Pineda Agudelo, politólogo de la UdeA, ingeniero civil y doctor en ingenieria de la construcción. Su periodo va de 2024 a 2027.
Entre sus funciones principales está la administración de los recursos propios de la municipalidad, velar por el bienestar y los intereses de sus conciudadanos y representarlos ante el Gobierno Nacional, además de impulsar políticas locales para mejorar su calidad de vida, tales como programas de salud, vivienda, educación e infraestructura vial y mantener el orden público.
El Concejo Municipal de Copacabana Concejo Municipal que es una estructura político administrativa que aprueba lar normas más importantes sobre los destinos del (Municipio) tales como el (Plan de Desarrollo), (Plan Básico de Ordenamiento Territorial), (Presupuesto General de Rentas y Gastos), entre otros.
Es una Corporación pública de elección popular, compuesta por 15 ediles de diferentes tendencias políticas, elegidos democráticamente para un período de cuatro años. En la actualidad y para el periodo 2019 la mesa directiva la encabeza el concejal Juan Carlos Rivera Osorno como su Presidente. Cuenta además con un secretario general, encargado de dirigir la acción administrativa del Concejo, en la actualidad dicho cargo lo ocupa el Ingeniero Nelson Augusto Muñoz Gómez. El concejo emite acuerdos de obligatorio cumplimiento en su jurisdicción territorial. Entre sus funciones está aprobar los proyectos del alcalde, dictar las normas orgánicas del presupuesto y expedir anualmente el presupuesto de rentas y gastos. Los quince concejales para el periodo constitucional 2016 - 2019 son:
| Concejales 2016 - 2019 | Concejales 2016 - 2019 |
| --- | ---------------------- |
| - Hámer Pérez Rueda (Partido de la U) - Jairo Salazar (Partido de la U) - Manuel Fernando Flórez López (Partido de la U) - Gustavo Correa Tobón (Partido Liberal Colombiano) - Robinson Argiro Vanegas Herrera (Partido Liberal Colombiano) - Nelson Camilo Quiceno Hernández (Partido Liberal Colombiano) - Juan Carlos Rivera Osorno (Partido Cambio Radical) - Luis Fernando Valencia García (Partido Cambio Radical) - James Mauricio Díaz (Partido Alianza Verde) - Juan Carlos Montoya López (Partido Alianza Verde) - Didier Onid Rosero Moreno (Partido Polo Democrático Alternativo) - Carlos Eduardo Vanegas Vivas (Partido Conservador Colombiano) - María Cristina Muñoz López (Movimiento Autoridades Indígenas de Colombia - AICO) - Juan Carlos Herrera Díaz (Copacabana 2020 por un mejor municipio) - Luis Felipe González Rivera (Movimiento Alternativo Indígena y Social - MAIS) |                        |

Administrativamente la Alcaldía de Copacabana se divide en dos grandes grupos: La administración central y las entidades descentralizadas. Se entiende por Administración Central, el conjunto de entidades que dependen directamente del Alcalde. Estas entidades son denominadas Secretarías, Departamentos Administrativos, Direcciones u Oficinas Asesoras
Las secretarías son unidades administrativas cuyo principal objetivo es la prestación de servicios a la Comunidad o a la Administración Central. Para lo cual, la Alcaldía cuenta con cuenta con 8 secretarías, 1 departamento administrativo y con 2 entidades descentralizadas: Instituto de Vivienda de Interés Social y Reforma Urbana -INVICOP- bajo la gerencia de Didier Rosero y la Junta Municipal de Deportes y Recreación bajo la dirección del licenciado Jorge Iván Tobón Arango.
| Secretarías | Secretarías |
| --- | --- |
| - Secretaría de Gobierno - Secretaría de Hacienda - Secretaría de Agricultura y Medio Ambiente - Secretaría de Salud - Secretaría de Educación y Cultura - Secretaría de Desarrollo y Bienestar Social - Secretaría de Movilidad - Secretaría de Servicios Administrativos - Departamento Administrativo de Planeación - Oficina Asesora de Comunicaciones y Relaciones Públicas - Oficina Asesora Jurídica | - Ana Patricia Gil Montoya - José Luis Córdoba Isaza - Eliana Ramírez Amaya - Carlos Arturo Zapata Zapata - Hugo Armando Montoya Hernández - Fabio León Quintero Velásquez - Yulieth Paola Correa Hoyos - Marta Lucila Toro Murillo - Luis Carlos Gómez Hernández - Marcela Acosta Montoya - Javier Barranco Silva |

### Área metropolitana
El área metropolitana del Valle de Aburrá es una entidad político administrativa que se asienta a todo lo largo del Valle de Aburrá a una altitud promedio de 1538 m s. n. m.
El Área está compuesta por 10 municipios, y está atravesada de sur a norte por el río Medellín el cual, naciendo al sur de la misma en el municipio de Caldas, ya en el norte, luego del municipio de Barbosa, es una de las fuentes formadoras del Río Porce.
Fue la primera área metropolitana creada en Colombia en 1980, y es la segunda área metropolitana en población en el país después del Distrito Capital de Bogotá. La población total, que suma la población urbana y rural de las diez ciudades es de 3.312.165 habitantes.
La principal zona urbana del área metropolitana del Valle de Aburrá se encuentra en el centro del Valle y está conformada por las cuatro ciudades más grandes por número de habitantes: Medellín, Bello, Itagüí y Envigado.

## Economía
El municipio de Copacabana cuenta con una industria muy bien desarrollada para el número de habitantes con que cuenta. Haceb S.A., el principal fabricante de electrodomésticos en Colombia tiene sus instalaciones industriales en este Municipio, y los curtimbres de Copacabana son las más importantes. La localidad tiene también una importante industria turística. 
Copacabana cuenta con una excelente vía de doble calzada que la comunica con sus vecinas Bello y Medellín. El proyecto del Metro de Medellín, tiene pensado llegar al municipio de Copacabana, aunque aún no hay fecha programada.

## Servicios Públicos
Los servicios públicos tienen una alta cobertura, ya que un 99,3% de las viviendas cuenta con servicio de energía eléctrica, mientras que un 94,9% tiene servicio de acueducto y un 94,6% de comunicación telefónica.

## Medios de comunicación
En el Municipio de Copacabana están disponibles prácticamente todos los servicios posibles de telecomunicaciones, desde teléfonos públicos, pasando por redes de telefonía móvil, redes inalámbricas de banda ancha, centros de navegación o cibercafés, comunicación IP, etc.
La principal empresa en este sector es TIGO-UNE Telecomunicaciones, (bajo su marca UNE).
Hay cuatro operadores de telefonía móvil todos con cobertura nacional y con tecnología 4G, Claro Colombia (de América Móvil); Movistar (de Telefónica); Tigo (de EPM y Millicom International de Luxemburgo), y WOM. También cuenta con cuatro operadores móviles virtuales, que son:
- Uff Móvil( opera bajo la red de Tigo y es propiedad del Bancolombia.
- Móvil Éxito(opera bajo la red de Tigo y es propiedad de Almacenes Éxito.
- Virgin Mobile (opera bajo la red de Movistar, y es propiedad de Virgin Group.
- Móviles Etb (opera bajo la red de Tigo y es propiedad de ETB

El municipio cuenta con varios canales de televisión de señal abierta, los 3 canales locales Telemedellín, Canal U y Televida, (los cuales cubren el Valle de Aburrá), un canal regional Teleantioquia, y los cinco canales nacionales: los 2 privados Caracol y RCN, y los 3 públicos Canal Uno, Canal Institucional y Señal Colombia. Las empresas de televisión por suscripción ofrecen canales propios.
La localidad cuenta con una gran variedad de emisoras en AM y FM, tanto de cobertura local como nacional, de las cuales la mayoría son manejadas por Caracol Radio o RCN Radio, aunque hay otras emisoras independientes de gran sintonía, como Todelar y Super.
En Copacabana y en el resto de Antioquia circulan dos importantes diarios: El Colombiano y El Mundo, ambos con una larga trayectoria en el ámbito regional. También circulan los periódicos El Tiempo y el El Espectador, ambos de tiraje nacional.

## Transporte público
- Buses. Existe en la localidad un sistema privado de buses urbanos que atiende todos los sectores del municipio e igualmente se cuenta con rutas que comunican a Copacabana y a Medellín. Adicionalmente, esta el “sistema integrado de transporte” el cual consta de buses que comunican a la última estación del Metro de Medellín (Niquia) con las diferentes áreas del municipio.

- Taxis. Hay numerosas empresas de taxis que cubren toda el área metropolitana, y entre ellas hay algunas con servicios bilingües en inglés. El servicio de pedido de taxi por teléfono es el más usual y seguro. Algunas empresas prestan servicios intermunicipales. Es usual además el servicio de taxi colectivo; algunos de estos colectivos pueden ser cómodos y rápidos, aunque suelen estar supeditados al cupo completo.

- Transporte Urbano. El municipio cuenta con gran cantidad de camperos que hacen rutas a las veredas del municipio, como: Cabuyal, Salado, Quebrada arriba, Sabaneta, Zarsal, Ancon, Alvarado, Noral, entre otras.

## Educación
Copacabana cuenta con 24 instituciones educativas de las cuales 12 son públicas y 12 son del sector privado. En dichas instituciones estudian unos 15.544 estudiantes de los cuales 13 341 pertenecen al sector público y 2203 al privado. Las escuelas y colegios públicos de educación básica y bachillerato depende de la Secretaría de Educación y Cultura.
Las instituciones de educación superior se encuentran a lo largo y ancho del área metropolitana.
La mayor parte de las escuelas rurales trabajan con el programa de Escuela Nueva. Entre estas escuelas encontramos la Sección Educativa Joaquín Jiménez Sepulveda, perteneciente a la Institución Educativa San Luis Gonzaga.

## Fiestas
- Fiestas patronales, 15 de agosto
- Fiesta de la Santa Cruz, 3 de mayo y 14 de septiembre
- Fiestas de la Juventud y El Deporte, 19 y 20 de julio
- Encuentro Metropolitano y Manifestaciones Culturales, a finales del mes de agosto
- Fundación de la Ciudad, 8 de septiembre
- Celebración de la Naranja, Inicios de noviembre
- Navidades, del 1 de diciembre al puente festivo de Reyes

## Gastronomía
Cuenta con varios festivales, entre ellos "Copa a la carta", "Copafest", el festival del chorizo y del sancocho. El municipio es rico en emprendimientos de comida para todos los gustos, entre los cuales destacan algunos como "Red House", "Artellano iceburger", "La caprichosa", "Makabro", entre otros. Algunos, incluso, han participado en el burgermaster y en el pizzamaster.

## Sitios de interés
- Parroquia de Nuestra Señora de la Asunción
- Capilla de San Juan de La Tasajera
- Santuario La Cruz
- Casa de la Cultura Fundadora de Pueblos
- Parque principal.
- Parque ecológico de Piedras Blancas. Se encuentra ubicado entre los municipios de Guarne y Copacabana.
- Ciudadela Educativa Y Ambiental La Vida: Sede de la Institución Educativa José Miguel De Restrepo Y Puerta
- Los Pinos